# Agia Irini (Rethymno)

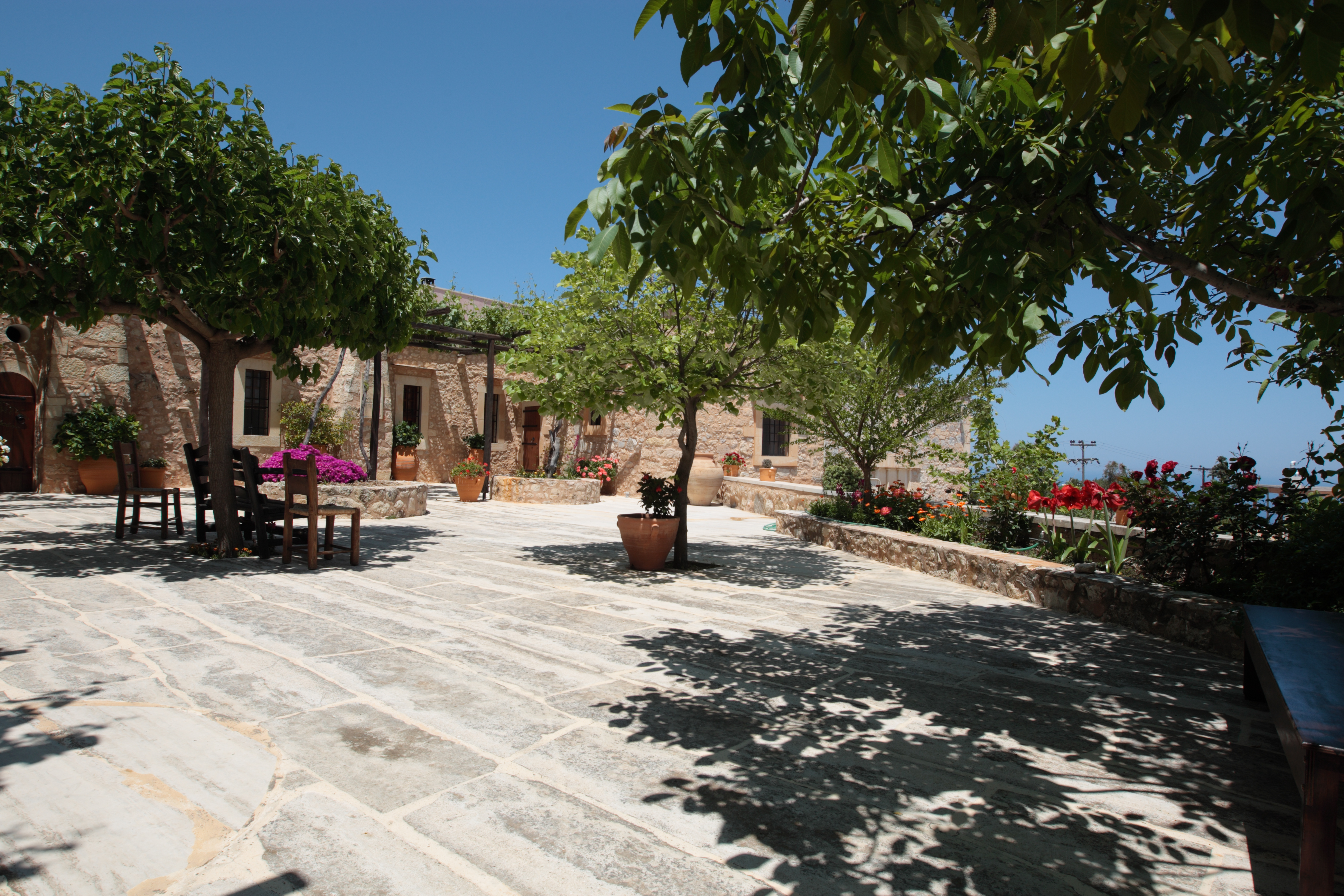
Kloster der Heiligen Irene

Agia Irini (griechisch Αγία Ειρήνη ‚Heilige Irene‘) ist der Name einer Siedlung im Gemeindebezirk Rethymno der gleichnamigen Gemeinde im Norden Kretas. Sie befindet sich in 260 Metern Höhe am Fuß des Berges Vrysinas, rund vier Kilometer südlich des Stadtzentrums direkt an einem Kloster der Heiligen Irene, nach dem die Ortschaft benannt ist. Sie wurde erstmals 1545 durch Francesco Barozzi schriftlich erwähnt. Agia Irini zählte 2011 insgesamt 75 Einwohner.
Die Abtei der Heiligen Irene wurde während der Aufstände gegen die osmanische Herrschaft 1866 zerstört und lag seitdem brach; im Jahr 1989 wurde sie restauriert und ist heute auch wieder bewohnt. Für die Restaurierung wurde 1995 der Europa-Nostra-Preis für den Erhalt kulturellen Erbes der Europäischen Union verliehen. Das Nonnenkloster beherbergt ein kleines kirchliches Museum. Außerdem werden Ikonen, Textilien und Handarbeiten der Nonnen zum Verkauf angeboten.